# Jean Frois-Wittmann
Pour les articles homonymes, voir Frois.
Jean Frois-Wittmann, né le 20 février 1892 à Paris où il est mort le 2 octobre 1937, est un psychanalyste français.

## Biographie
Il fait ses études secondaires au lycée Henri-IV. Il est le cousin de Pierre Janet, qui lui donne des cours de philosophie. Il s'inscrit ensuite à l'école des Beaux-Arts, dans l'atelier de Luc-Olivier Merson, et se lie au mouvement surréaliste. Durant la Première Guerre mondiale, il est infirmier militaire. En 1920, il s'installe aux États-Unis, et étudie la philosophie et la psychologie à l'université de Princeton. Il soutient en 1929 une thèse intitulée The Judgment of Facial expression, et exerce comme psychanalyste à partir de 1926. À son retour en France en juillet 1929, il se rapproche de la Société psychanalytique de Paris, dont il devient membre adhérent en 1930 et membre titulaire en 1932. Il commence des études de médecine en France, interrompues par sa mort qui est annoncée devant la Société de psychanalyse de Paris par Édouard Pichon, dont il est le cousin.

## Travaux
Il est le seul surréaliste à publier dans la Revue française de psychanalyse. Il évoque le livre de Freud dont il fournit un résumé. Il s'intéresse également aux liens entre le surréalisme et la psychanalyse, et il écrit : « Malgré les malentendus actuels, je crois qu'il y a entre le mouvement prolétarien, l'art moderne et la psychanalyse, une vraie affinité, qui vient de ce qu'ils tentent tous trois de comprendre et de libérer l'individu authentique paralysé par la civilisation capitaliste »

## Publications
- « Analyse d'un cas de troubles sexuels avec anxiété et symptômes hypocondriaques », Revue française de psychanalyse, vol. 5, n° 4, 1932.
- « Psychologie objective et psychanalyse », L'Évolution psychiatrique, n° 3, 1935.
- « Considérations psychanalytiques sur l'art moderne », Revue française de psychanalyse, vol. 3, n° 2, 1929, p. 355-393.
- « La psychologie de la zone de culture de l'Australie centrale », avec Géza Roheim, Revue française de psychanalyse, vol. 5, n° 2, 1932.
- « L'Art moderne et le principe du plaisir », Minotaure, n° 3-4, 12 décembre 1933.
- « Mobiles inconscients du suicide », Révolution surréaliste, 12, p. 41-44.
- « Les mots d'esprit et l'inconscient », Le Surréalisme au service de la révolution, octobre 1930.